# Milan Vissie
Milan Vissie (Hoorn, 1 mei 1995) is een voormalig Nederlands profvoetballer die bij voorkeur als verdedigende middenvelder speelde. Anno 2021 speelt Vissie op amateurniveau bij HVV Hollandia.

## Clubcarrière

### AFC Ajax
Vissie maakte in 2012 de overstap van de jeugdopleiding van AZ naar Ajax.
Op 1 juli 2014 tekende Vissie zijn eerste contract bij Ajax dat hem tot en met 30 juni 2016 aan Ajax bindt. In het contract is voor Ajax een optie opgenomen voor nog een jaar, tot en met 30 juni 2017. Vissie werd tijdens de voorbereiding op het seizoen 2014/15 bij de selectie van Jong Ajax gehaald waarmee hij enkele oefenwedstrijden speelde. Op 12 juli 2014 maakte Vissie zijn officieuze debuut voor Ajax 1 in een vriendschappelijke wedstrijd tegen het Duitse SV Hönnepel-Niedermörmter, waarin hij in de 60e minuut Lerin Duarte verving. Zijn officiële debuut in het betaald voetbal voor Jong Ajax in de Jupiler League maakte Vissie op 12 december 2014 in de uitwedstrijd tegen MVV Maastricht die in 2-2 eindigde. Vissie viel na de rust in voor Danny Bakker. Zijn eerste officiële doelpunt in het betaald voetbal maakte Vissie op 27 februari 2015, in een thuiswedstrijd tegen MVV Maastricht. Deze werd met 3-1 verloren. In de zomer van 2016 werd zijn aflopende contract door Ajax niet verlengd, waardoor hij op zoek kon gaan naar een nieuwe club.

### Cambuur
Vissie maakte eind juni 2016 transfervrij de overstap naar SC Cambuur waar hij op amateurbasis zou gaan spelen bij de beloftenploeg. Op 1 juli 2016 maakte hij zijn officieuze debuut voor de hoofdmacht van Cambuur in een vriendschappelijke wedstrijd tegen de amateurs van De Trije Doarpen. Vissie kwam de eerste helft in actie voor Cambuur.

## Carrièrestatistieken

### Beloften
| Seizoen | Club      |                    | Competitie     | Competitie | Competitie |
| Seizoen | Club      | Wed.               | Competitie     | Dlp.       |            |
| ------- | --------- | ------------------ | -------------- | ---------- | ---------- |
| 2014/15 | Jong Ajax | Vlag van Nederland | Eerste divisie | 8          | 1          |
| 2015/16 | Jong Ajax | Vlag van Nederland | Eerste divisie | 4          | 0          |
| Totaal  | Totaal    | Totaal             | Totaal         | 12         | 1          |

Bijgewerkt t/m 7 november 2015
1 Jansen ·
2 Caschili ·
3 Smand ·
5 Poll ·
6 Van Mullem ·
7 Balk ·
8 Kieftenbeld ·
9 Afolabi ·
10 De Jong ·
11 Alhaft ·
12 Diemers  ·
14 Casas ·
15 Ottesen ·
16 Galvez ·
17 Nartey ·
18 Rölke ·
19 De Leeuw ·
20 Nieling ·
21 Schaapman ·
22 Reiziger ·
23 Minnema ·
24 Jonker ·
25 Marsman ·
26 Mercera ·
27 Kooistra ·
28 Souren ·
29 Pauwels ·
30 Van der Veen ·
31 Renkel ·
33 Priem ·
36 Visser ·
41 Henstra ·
43 Bakkati ·
44 Potma ·
49 Veldhuis ·
99 Hilterman ·
Coach: De Jong
· Assistent-coach: Burghout
· Assistent-coach: Reinsma
· Keeperstrainer: Van der Vlag